# Argyreia osyrensis
Argyreia osyrensis är en vindeväxtart som först beskrevs av Albrecht Wilhelm Roth, och fick sitt nu gällande namn av Jacques Denys Denis Choisy. Argyreia osyrensis ingår i släktet Argyreia och familjen vindeväxter. Utöver nominatformen finns också underarten A. o. cinerea.